# Masłowicze (obwód witebski)
Masłowicze (biał. Масловічы; ros. Масловичи) – wieś na Białorusi, w obwodzie witebskim, w rejonie dokszyckim, w sielsowiecie Dokszyce.

## Historia
W czasach zaborów ówczesny zaścianek leżał w powiecie wilejskim w guberni wileńskiej Imperium Rosyjskiego.
W dwudziestoleciu międzywojennym wieś leżała w Polsce, w województwie wileńskim, w powiecie duniłowickim, od 1926 w powiecie dziśnieńskim, w gminie Porpliszcze.
Według Powszechnego Spisu Ludności z 1921 roku zamieszkiwały tu 53 osoby, 29 było wyznania rzymskokatolickiego, 24 prawosławnego. Jednocześnie 37 mieszkańców zadeklarowało polską przynależność narodową, 15 białoruską a 1 inną. Było tu 8 budynków mieszkalnych. W 1931 w 8 domach zamieszkiwało 56 osób.
Wierni należeli do parafii rzymskokatolickiej w Dokszycach i prawosławnej w Porpliszczach. Miejscowość podlegała pod Sąd Grodzki w Dokszycach i Okręgowy w Wilnie; właściwy urząd pocztowy mieścił się w Porpliszczach.
Po agresji ZSRR na Polskę w 1939 roku wieś znalazła się w granicach BSRR. W latach 1941–1944 była pod okupacją niemiecką. Następnie leżała w BSRR. Do 1958 wieś była w składzie sielsowietu Porpliszcze. Od 1991 roku w Republice Białorusi.